# Череп Ндуту

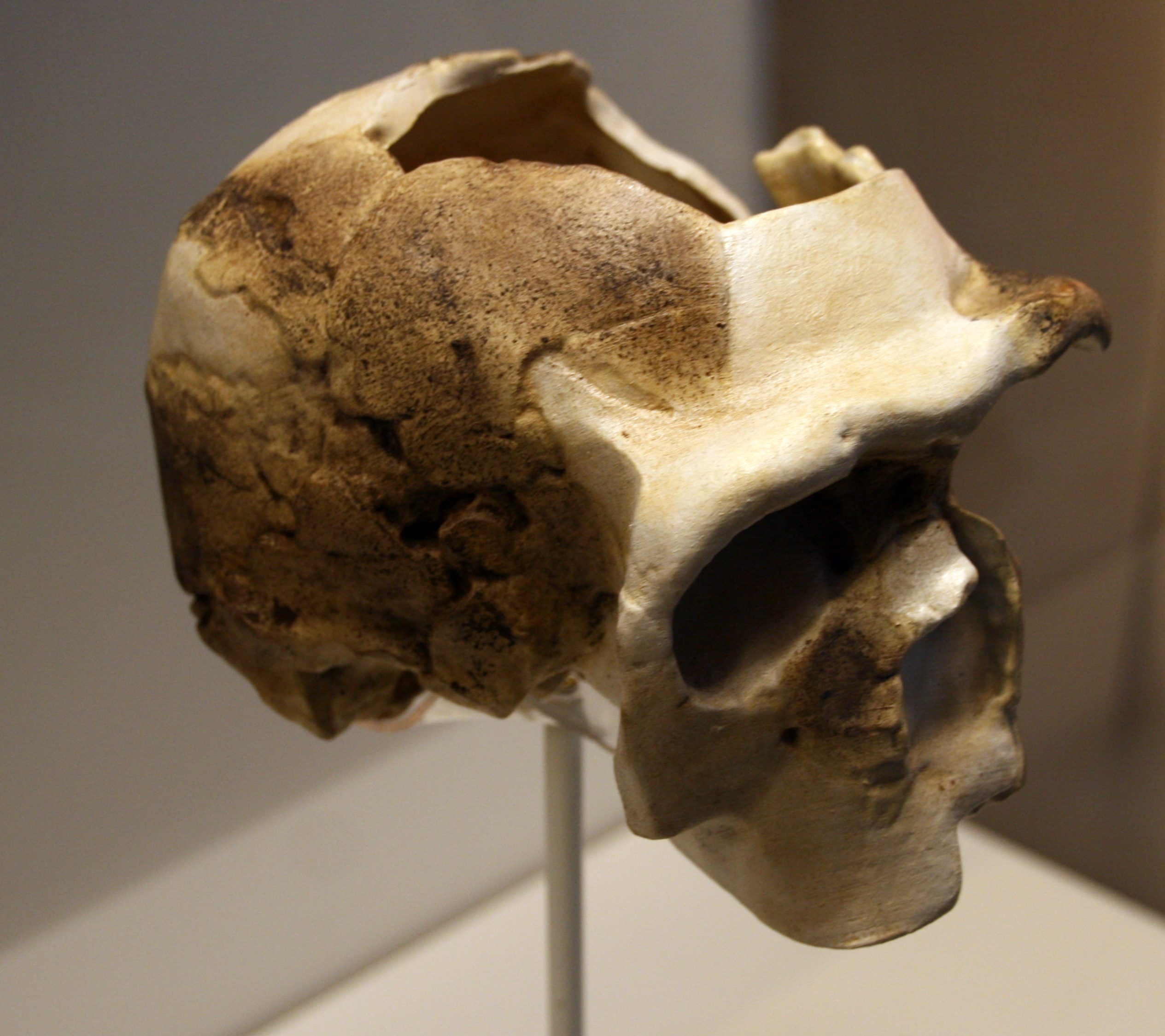
Череп человека из озера Ндуту

Череп Ндуту останки ископаемого представителя рода Homo, жившего 500—300 тыс. лет назад на территории современной Танзании.
Обнаружены в 1973 году на западе ущелья Олдувай. Объём эндокрана 1050—1100 см³. Среди ученых нет единого мнения относительно того, к какому виду людей следует отнести этот череп. По ряду параметров он близок к человеку прямоходящему (Homo erectus). Найденные поблизости орудия характерны для ашельской культуры